# I Belong to You (Whitney Houston)
I Belong to You è il quinto ed ultimo singolo di Whitney Houston ad essere estratto dal suo terzo album I'm Your Baby Tonight. La canzone è stata scritta da Derek Bramble e Franne Golde. Il brano ha ricevuto una nomination ai Grammy Award come "Miglior performance R&B vocale femminile". Il video per il brano è una performance dal vivo durante il tour I'm Your Baby Tonight tour della Houston.

## Tracce
1. "I Belong to You" (album version)
2. "I Belong to You" (radio edit)
3. "I Belong to You" (Babyface remix)
4. "I Belong to You" (L.A. Reid remix)
5. "One Moment in Time"

## Classifiche
| Classifica (1991) | Posizione massima |
| ----------------- | ----------------- |
| Stati Uniti       | 10                |
| Regno Unito       | 54                |